# 張相 (成化進士)
張相（1447年—？年），字佐虞，四川順慶府蓬州人，民籍，治《詩經》，明朝政治人物。

## 生平
四川鄉試第六十名舉人。成化二十三年（1487年）中式丁未科三甲第八十三名進士。

## 家族
曾祖張友鵬；祖父張志虎；父張郁，寺丞。母高氏。